# Modicus minimus
Modicus minimus är en fiskart som beskrevs av Hardy, 1983. Modicus minimus ingår i släktet Modicus och familjen dubbelsugarfiskar. Inga underarter finns listade i Catalogue of Life.